# Poder Paralelo
Poder Paralelo és una telenovel·la brasilera emesa per la cadena RecordTV entre el 14 d'abril de 2009 i el 2 de març de 2010. Va comptar amb els guions de Lauro César Muniz i la direcció d'Ignácio Coqueiro.

## Argument
La telenovel·la se centra en Tony Castellamare, de nacionalitat brasilera d'origen italià que viu a Palerm. Manté la imatge d'un comerciant, però en realitat és líder de la màfia siciliana. En un atac dirigit a ell, moren l'esposa Marina i les seves filles bessones. Tony torna a São Paulo a la recerca de venjança, al mateix temps que és investigat per l'incorruptible oficial de la policia federal Teolônio "Teo" Meira.

## Inspiració
Poder Paralelo és una adaptació lliure d'Honra ou Vendetta, novel·la del periodista Sílvio Lancelotti, publicat originalment el 2001. La trama va haver de ser readaptada per incloure un nombre més gran de papers femenins. Segons Muniz, per escriure el paper de Teo, va basar-se en l'agent de la policia federal Protógenes Queiroz, responsable de la cerca i l'arrest del banquer Daniel Dantas, acusat de rentat de diners i condemnat per intent de suborn.

## Censura
La cadena RecordTV (lligada a l'església evangèlica) va ser acusada de censura per part del guionista principal, Lauro César Muniz. Aquest va explicar que la direcció de l'emissora va vetar escenes pujades de to i llenguatge groller. Això va causar una polèmica al Brasil, i a les acusacions de puritanisme s'hi van afegir les d'hipocresia, donat que no es van censurar les escenes de violència explícita.

## Repartiment principal
| - Gabriel Braga Nunes - Tony Castellamare - Tuca Andrada - Telonio "Teo" Meira - Paloma Duarte - Fernanda Lira - Marcelo Serrat - Bruno Vilar - Petrônio Gontijo - Rudi Castellamare - Miriam Freeland - Lígia Brandini - Adriana Garambone - Maura Vilar - Gracindo Júnior - Do Va calar Castellamare - Dl. Grimaldi - Mamma Freda Castellamare - Karen Junqueira - Giana "Gigi" Castellamare - Paulo Gorgulho - José Santana - Maria Ribeiro - Marília | - Cecil Thiré - Armando - Márcio Kieling - Alberto - Fernanda Nobre - Luísa - Guilherme Boury - Pedro - Patrícia França - Nina Santana - Bete Coelho - Vânia - André Bankoff - André Campos - Miguel Thiré - Douglas (gos) - Luma Costa - Bebel - Castrinho - Leonel Pavão - Nicola Siri - Paulo Garzia - Antonio Abujamra - Marco Iago |